# Бріджіт Мендлер
Бріджіт Клер Мендлер (нар. 18 грудня 1992) — американська акторка та співачка. Відома за фільмами «Аліса навиворіт» (2007), «Кліка» (2008), «Тимчасово вагітна» (2009) та «Лимонадний голос» (2011). 2009 року Мендлер підписала контракт з Disney Channel та зіграла Джульєтт ван Хойзен у «Чаклунах з Вейверлі Плейс». Після позитивного сприйняття її персонажа отримала роль Тедді Данкен у серіалі Disney Щасти, Чарлі!, який транслювався з квітня 2010 року по лютий 2014 року. Згодом Мендлер зіграла Кендіс у ситкомі NBC Непридатні до побачень (2015—2016), Ешлі Віллерман у музичному телесеріалі ABC / CMT «Нешвілл» (2017) та Еммі Квінн у комедійному серіалі Netflix Merry Happy Whatever (2019). Як співачка Мендлер випустила свій дебютний студійний альбом Hello My Name Is… (2012), з хітом «Ready or Not» та EP Nemesis (2016).
Лауреатка різноманітних нагород, у тому числі музичної премії «Radio Disney» та номінатка на премію Молодий актор, вісім премій World Music Awards та три премі Shorty Awards.
Мендлер бере участь у декількох благодійних та гуманітарних проєктах. З 2010 по 2012 рік була послом некомерційної організації First Book, яка заохочує читання, а також Give with Target разом із роздрібною мережею Target, у проєкті, що передбачав збирання коштів для проведення реформування закладів загальної середньої освіти в США. З 2017 року навчалася в MIT Media Lab. Станом на 2022 рік працювала над докторською дисертацією в групі Центру конструктивних комунікацій і соціальних машин MIT.

## Ранній життєпис
Мендлер народилася 1992 року в Вашингтоні округу Колумбія в родині Сандри (до шлюбу Форд) Мендлер та Чарльза Мендлера і має молодшого брата на ім'я Ніколас. Вона переїхала з родиною в Мілл-Веллі в Каліфорнії у 8-річному віці. Саме там вона вперше виявила інтерес до акторської майстерності та почала грати в п'єсах. Коли їй виповнилося вісім років, Мендлер почала грати невеликі ролі як у драматичному, так і в музичному театрі, і стала наймолодшою виконавицею на Фестивалі Fringe у Сан-Франциско. У 11-річному віці вона найняла агента, який допоміг їй отримати ролі. Мендлер — племінниця психолога Крістін Блейзі Форд.

## Кар'єра

### 2004—2008: Початок кар'єри

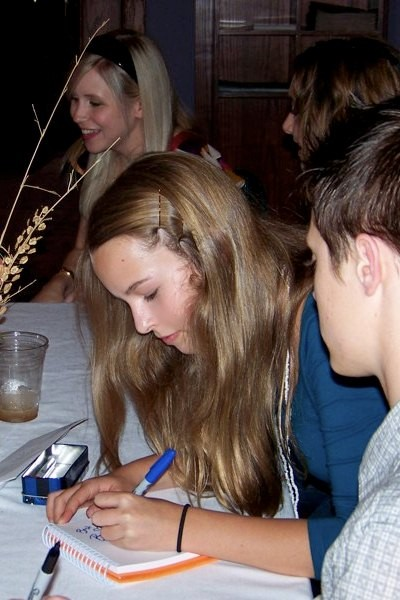
Мендлер на прем'єрі фільму «Аліса навиворіт» у 2007 році

У 2004 році Мендлер отримала свою першу акторську роль в анімаційному індійському фільмі «Легенда про Будду», де зіграла Люсі. У 13-річному віці вона отримала роль запрошеної зірки в мильній опері «Головний госпіталь». Акторка зіграла дитину мрії персонажа Лулу Спенсер. Сцена, яка триває трохи менше хвилини, згодом виявилася сном. Того ж року Мендлер озвучувала персонажа Торна у відеогрі Bone: The Great Cow Race, яка була заснована на серії коміксів Bone. 2007 року Мендлер дебютувала в кіно в екранізації серіалу «Аліса» під назвою «Аліса навиворіт». Мендлер знялася разом з актрисою Disney Channel Елісон Стоунер та Лукасом Грабілом. Мендлер зіграла антагоністичну роль Памели, яка є суперницею персонажа Стоунер, Еліс. Для саундтреку до фільму Мендлер виконала бек-вокал у пісні «Free Spirit» разом із Стоунером. Також у 2007 році Мендлер пробувалася на роль Сонні Манро для фільму У Сонні є шанс, але була обрана Демі Ловато. У 2008 році було оголошено, що Мендлер зіграє роль Крістен Грегорі в екранізації популярного підліткового роману «Кліка» Лізі Гаррісон. Мендлер зіграла роль Крістен, дівчини, яка навчається в OCD за стипендію та наполегливо працює, щоб мати високий рівень навачльних досягнень.
Бріджіт Мендлер також почала працювати над фільмом з актрисою та співачкою Ліндсі Лохан під назвою Тимчасово вагітна, який постійно відкладався через різні конфлікти та проблеми. Хоча спочатку був запланований прокат у кінотеатрах, фільм не отримав дозволу на прокат у США, а натомість вийшов як телевізійний фільм на ABC Family у 2009 році. Проте фільм показали у Румунії, Іспанії, Об'єднаних Арабських Еміратах, Росії, Еквадорі та Мексиці. Його переглянули 2,1 мільйона глядачів, що є найкращим показником у порівнянні з середньою аудиторією в прайм-тайм для ABC Family. Він став найкращим фільмом тижня у кабельних мережах серед відповідних демографічних груп жінок. Бріджіт Мендлер зіграла роль другого плану у фільмі «Елвін та бурундуки: Свікквел».

### 2009—2012: Прорив з Disney

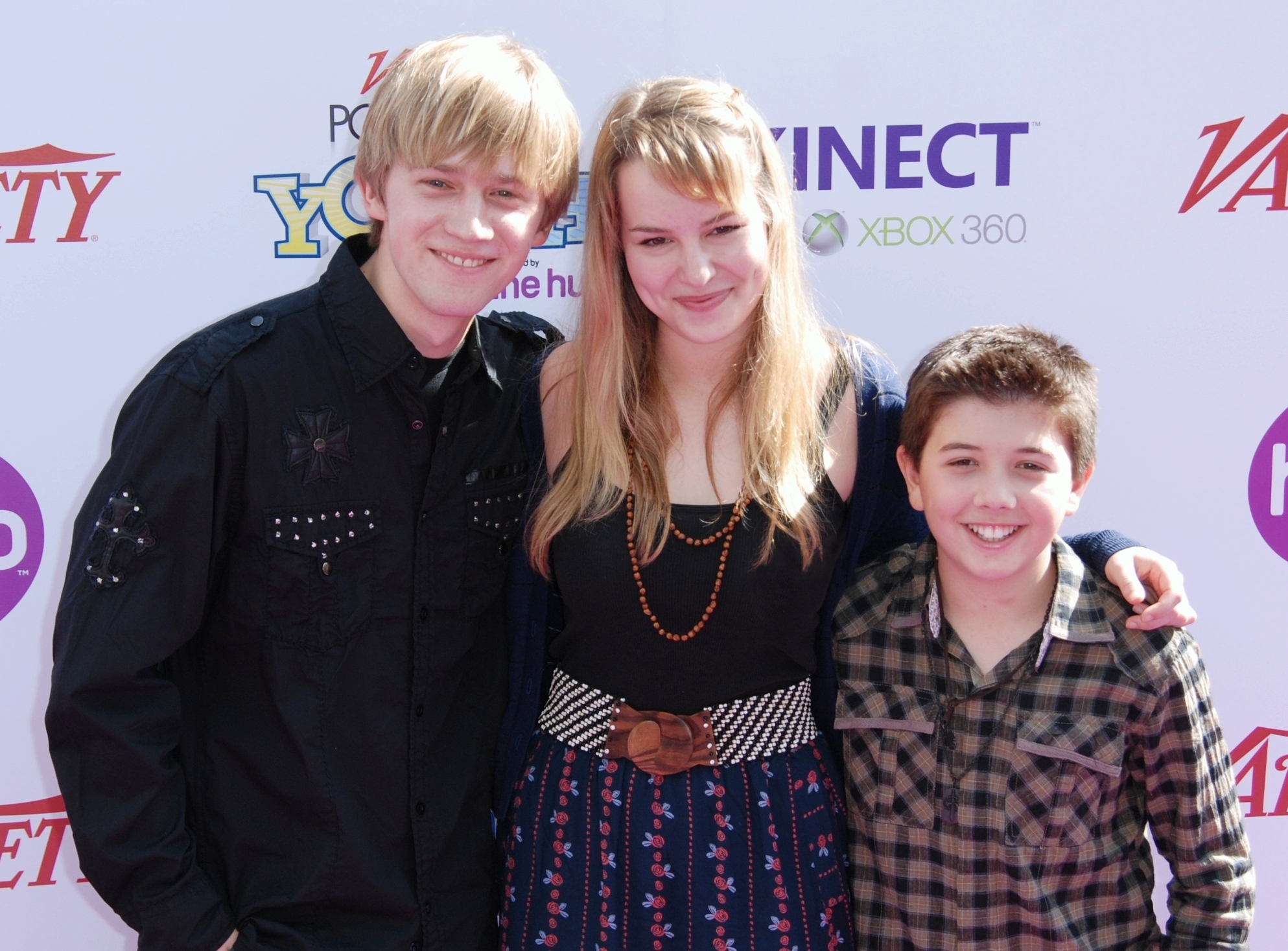
Джейсон Доллі, Мендлер та Бредлі Стівен Перрі в жовтні 2010 року

У 2009 році Мендлер стала повторюваним персонажем у серіалі Disney Channel Чаклуни з Вейверлі. Мендлер зіграла роль вампірши Джульєтт Ван Хойзен, у якої пізніше зав'язується роман із персонажем Девіда Генрі Джастіном Руссо. Їх роман триває до фіналу серіалу. Мендлер продовжувала з'являтися в одинадцяти епізодах серіалу, що охоплювали період з 2009 по 2012 рік, коли серіал закінчився. У 2010 році Мендлер стала зіркою оригінального серіалу Disney Channel Щасти, Чарлі!,граючи головну роль дівчинки-підлітка, яка знімає відео для своєї молодшої сестри, щоб переглядати пізніше. Прем'єра серіалу відбулася 4 квітня 2010 року і була сприйнята позитивно критиками та глядачами.
У 2011 році Бріджіт Мендлер зіграла Олівію Вайт, головну роль в оригінальному фільмі Disney Channel Лимонадний голос. У перший вечір фільм переглянули 5,7 мільйона глядачів. Мендлер виконувала пісні до фільму, який вийшов 12 квітня 2011 року Walt Disney Records. Перший сингл під назвою «Somebody» вийшов 4 березня та посів 89-те місце в чарті US Billboard Hot 100. Другий сингл, «Determinate», потрапив у чарти багатьох інших країн і досяг 51-го місця в Billboard Hot 100. В інтерв'ю Kidzworld Media Мендлер підтвердила, що продовження «Лимонадного голоса» не буде, прокоментувавши: «На жаль, [продовження „Лимонадного голоса“ не буде. У нас був такий чудовий досвід роботи над фільмом, і вони намагався придумати щось для продовження, але всі в Disney відчували, що історія завершилася в першому фільмі. Це був чудовий досвід, і мені подобалося працювати з акторами, і я все ще часто з ними бачуся». У 2011 році Мендлер виконала роль другого плану Апполін у фільмі «Крихітка з Беверлі-Гіллз 2», знятому на DVD. Мендлер записала пісню «This Is My Paradise» для фільму, який вийшов як рекламний сингл 11 січня 2011 року з музичним відео, знятим Алексом Заммом.
31 березня 2011 року було підтверджено, що Мендлер підписала контракт з Hollywood Records і почала працювати над своїм дебютним альбомом. Також у 2011 році Мендлер знялася в оригінальному фільмі Disney Channel, Удачі, Чарлі, це Різдво!, прем'єра якого відбулася 2 грудня 2011 року. Пісня «I'm Gonna Run to You» була написана у співавторстві та виконана Мендлер, вона також звучала у фільмі та вийшла як рекламний сингл 12 листопада 2011 року. Пізніше Мендлер стала співавторкою та заспівала гімн Disney's Friends for Change Games під назвою «We Can Change the World», яка стала її третім рекламним синглом 11 червня 2011 року. 2012 року вона зіграла гостьову роль у телесеріалі «Доктор Хаус» у ролі Каллі Роджерс, бездомного підлітка-втікача з загадковою хворобою. Акторка також озвучила головну роль Аррієтті в американсько-англійському дубляжі «Таємного світу Аріетті» і записала пісню «Summertime», який вийшов як рекламний сингл для фільму 2 лютого 2012 року.

### 2012—2015: музичний дебют,Hello My Name Is…таНепридатні до побачень

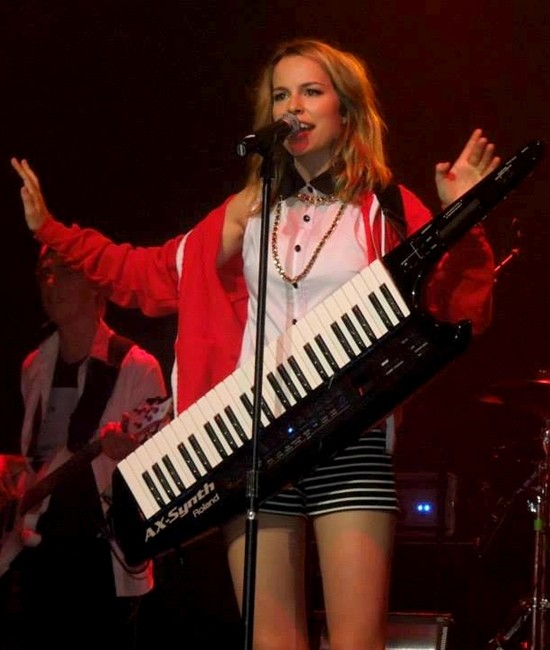
Мендлер під час літнього туру в липні 2013 року

Влітку 2012 року Бріджіт Мендлер підтвердила, що назва її офіційного дебютного синглу — «Ready or Not», написана самою Мендлер, Емануелем «Еманом» Кіріаку та Еваном «Кіддом» Богартом. Пісня вийшла для цифрового завантаження 7 серпня та для радіоефіру 21 серпня 2012 року. «Ready or Not» досягла 49-го місця в США та 53-го в Австралії, але перебувала на сьомому місці у Великій Британії та в першій двадцятці чартів у Бельгії, Республіці Ірландія та Новій Зеландії. Пісня отримала платинову сертифікацію в Сполучених Штатах Америки та Канаді і золоту в Данії, Новій Зеландії і Норвегії. Мендлер вирушила в свій перший хедлайнерський тур «Bridgit Mendler: Live in Concert» на підтримку свого першого студійного альбому. Тур проходив лише країнами Північної Америки, і вона виступала на ярмарках, музичних фестивалях і серії концертів Jingle Ball. Дебютний альбом Мендлер Hello My Name Is… вийшов 22 жовтня 2012 року на лейблі Hollywood Records, і всі пісні були написані Мендлер разом із співавторами, включали 12 треків у стандартній версії та 15 у ремікс-версії. Альбом досяг 30-го місця в Billboard 200 і розійшовся тиражем мен 200 000 копій в країні.
Hello My Name Is… (Привіт! Мене звати…) перебував у чартах кількох країн, зокрема, Польщі, Австралії, Великій Британії, Франції та Іспанії. Вокал Мендлер порівнюють з Лілі Аллен, Шер Ллойд, Джессі Джей та Кармін. У альбомі були два промо-сингли: «Forgot to Laugh» та «Top of the World». 12 лютого 2013 року її другий сингл «Hurricane» вийшов для радіоефіру. Пісня посіла перше місце в чарті Billboard Bubbling Under Hot 100 у США. 2 квітня Мендлер випустила сингл-версію реміксу, а 21 червня — ремікс EP. Також у червні Мендлер перебувала в своєму другому турі, Summer Tour, який охопив лише Сполучені Штати Америки. 30 квітня вона випустила мініальбом Live in London від Universal Music, записаний на спеціальному виступі у Великій Британії. На VEVO 16 листопада 2013 року відбулася прем'єра кліпу на акустичну версію пісні «Top of the World» режисера Метта Ваятта. Вона записала його самостійно, незалежно від Hollywood Records, знімаючись, головним чином, у Гріффіт-парку в Лос-Анджелесі.

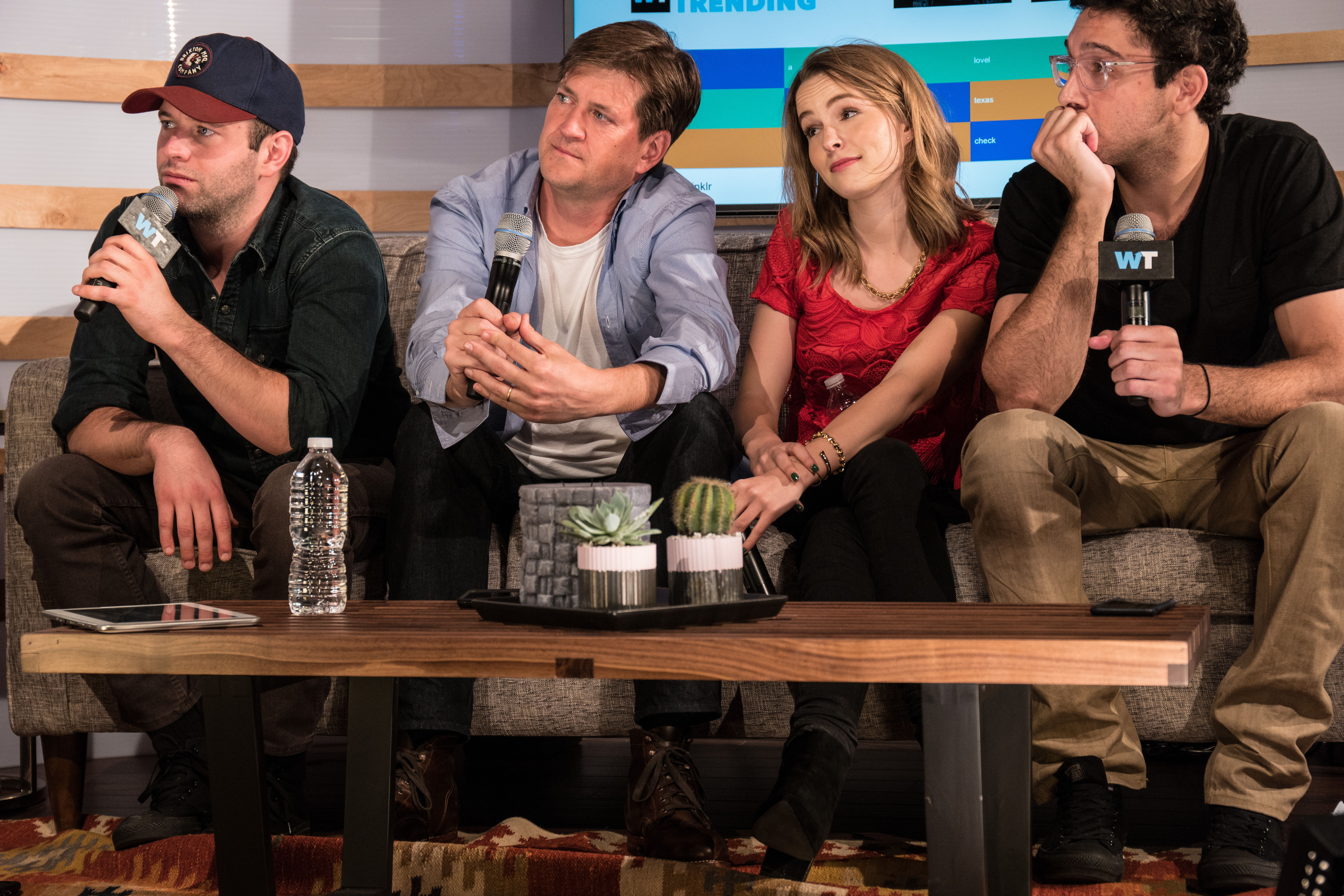
Hello My Name Is…у 2015 році з акторським складом Непридатних до побачень

28 червня 2014 року Мендлер розпочала другу частину свого літнього туру в Шарлоттауні на острові Принца Едварда в Канаді. Того ж дня вона представила одну зі своїх нових пісень «Fly to You» про стосунки, які перебувають у кризі, але за гарні стосунки варто боротися. 5 липня вона виконала ще одну нову пісню «Deeper Shade Of Us» у жанрі диско.
25 листопада 2014 року Мендлер була оголошена учасницею основного складу другого сезону комедійного серіалу NBC «Непридатні до побачень». Вона грає персонаж Кендіс — нещасливу та непереможно оптимістичну офіціантку, яка стає частиною основної групи. Протягом сезону Кендіс і Джастін, якого зіграв Брент Морен, зустрічалися. Після перших повідомлень було підтверджено 2 липня 2015 року, що Бріджіт Мендлер покинула Hollywood Records на початку року.
На початку 2015 року NBC продовжила з Мендлер контракт на третій сезон, прем'єра якого відбулася 15 жовтня того ж року. 13 листопада 2015 року, за кілька хвилин до початку ефіру, було ухвалено рішення скасувати заплановану на той час пряму трансляцію через теракти в Парижі в листопаді 2015 року. Наступного тижня в прямому ефірі згадували жертв теракту. Після третього сезону було оголошено, що NBC скасувала продовження серіалу.

### 2016— дотепер:Nemesis,NashvilleтаMerry Happy Whatever
У 2016 році Бріджіт Мендлер почала працювати над новою музикою. Мендлер розповіла про деяких продюсерів і авторів пісень, з якими вона працювала, зокрема Мітча Аллана, Дена Бука, Олексія Місоула, Огі Рея, Beloryze, TMS, Іну Вролдсен та Стіва Мака. 4 серпня 2016 року Мендлер оголосила назву свого нового синглу «Atlantis» за участю Kaiydo, який вийшов 26 серпня 2016 року. EP, Nemesis, вийшов 18 листопада. У жовтні 2016 року Мендлер отримала роль Ешлі Віллерман у п'ятому сезоні телесеріалу CMT «Нешвілл». 3 лютого 2017 року Мендлер анонсувала свій новий сингл «Temperamental Love» за участю Devontée. Відеокліп було представлено YouTuber Jam у The Van.
10 лютого Мендлер було обрано на головну роль пілотної комедійної телевізійної комедії Fox «Тонкий лід», створеної Елізабет Мерівезер, але мережа зрештою відмовилася від пілотного проєкту в травні. 25 серпня 2017 року Мендлер випустила сингл під назвою «Diving» з американським гуртом RKCB. Офіційний відеокліп вийшов через кілька годин після виходу пісні. Бріджіт Мендлер також знімалася в комедійному фільмі Netflix «Батько року» разом з Девідом Спейдом, Джої Бреггом, Меттом Шівлі та Джекі Сендлером, прем'єра якого відбулася 20 липня 2018 року. У листопаді 2019 року Мендлер з'явилася у восьмисерійному комедійному телевізійному телесеріалі Netflix Merry Happy Whatever разом із Деннісом Квейдом, Ешлі Тісдейл та її колегою по фільму «Непридатні до побачень» Брентом Моріном.

## Інші проєкти

### Філантропія

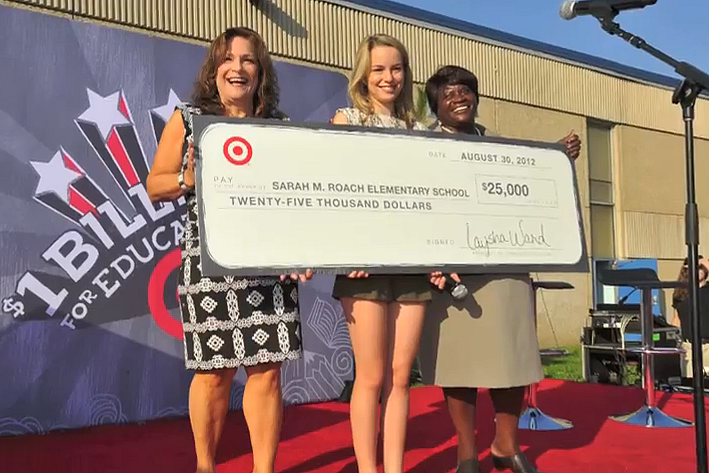
Мендлер відвідує школу в Балтиморі, штат Меріленд, щоб пожертвувати 25 000 доларів на кампанію Target у 2012 році

У 2010 році Мендлер стала амбасадором First Book, служби, яка заохочує читання та надає книжки всім охочим дітям. 2011 року вона брала участь у просоціальній «зеленій» благодійній ініціативі з проблем навколишнього середовища Disney's Friends for Change, яка заохочує шанувальників до дій. В рамках обраної теми кампанії того року Мендлер випустила рекламний сингл 11 червня «Ми можемо змінити світ», зібравши 250 000 доларів для Всесвітнього фонду охорони природи Діснея. Вона також брала участь у олімпійських іграх Disney's Friends for Change Games, що транслювалися на Disney Channel, отримавши 125 000 доларів США пожертви від ЮНІСЕФ як капітан жовтої команди, а також змагаючись за приз в розмірі 100 000 доларів США. Але її команда програла команді від Всесвітнього фонду дикої природи. У 2012 році Мендлер здобула почесну нагороду Common Sense Media як модель року за свою промоцію направлену проти булінгу. Вона також відвідала щорічний акустичний концерт ЮНІСЕФ у Нью-Йорку для збору благодійних пожертв у січні 2013 року.
У липні 2012 року Мендлер була обрана послом кампанії Give With Target разом із мережею універмагів Target для збору коштів на реформування шкіл у США. Кампанія проводилася для збору 1 мільярда доларів до 2015 року. На початку кампанію Target інвестували 5 мільйонів доларів і розподілили гранти на суму 25 000 доларів 100 школам, які цього потребували, протягом навчального року. Мендлер розповіла, що вона «…рада співпрацювати з Target у їхній кампанії Give With Target і святкувати початок нового навчального року з дітьми по всій країні. Для всіх дітей дуже важливо мати все необхідне для успішного навчання протягом навчального року». У серпні вона зібрала 5 мільйонів доларів від The Walt Disney Company і ще 2 мільйони доларів від людей у Facebook.

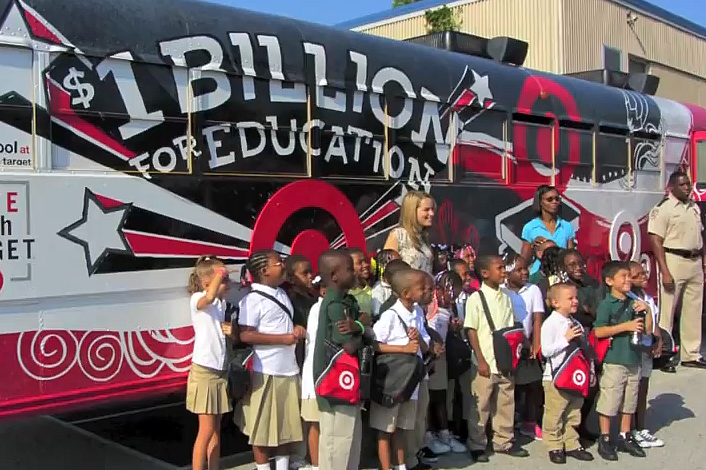
Мендлер з нужденними дітьми в Балтиморі, 2012 рік

У березні 2013 року Бріджіт Мендлер брала участь у громадській кампанії Delete Digital Drama спільно з журналом Seventeen, щоб боротися з проявами кібербулінгу. Про цю кампанію вона сказала: «Я пережила знущання у школі, і це невесело… Мені подобається працювати над тим, щоб покінчити з кібербулінгом… Люди повинні усвідомити залякування має такий же вплив у Інтернеті, тому що слова такі різкі, і з ними важко мати справу». Вона також працювала з Acuvue як наставник, щоб допомогти Кеті, переможниці 1-денного конкурсу Acuvue 2013 року, наблизитися до своєї життєвої мрії. 8 жовтня Мендлер провела захід We Day of Free The Children Foundation у рамках кампанії, яка допомагає відкривати школи для малозабезпечених дітей у Канаді та США. Також для Free The Children Foundation вона придумала слоган: «Ми створюємо зміни, щоб допомогти нужденним дітям».
16 листопада 2013 року Мендлер брала участь у благодійному забігу World Challenge Marathon for Save the Children Foundation, спрямованому на допомогу дітям з проблемами здоров'я. У березні 2014 року Мендлер відвідала департамент Ель-Кіче у Гватемалі, щоб взяти участь в іншому проєкті Save the Children, який допомагає малозабезпеченим дітям у країнах, що розвиваються. 8 квітня вона випустила Baby Sit In, у якому закликала підлітків допомогти батькам відпочити та дати немовлятам здоровий початок їхнього життя. Мендлер сказала: «Для дітей це простий спосіб допомогти маленьким дітям по всьому світі отримати здоровий початок і можливість навчитися, просто роблячи те, що вони й так роблять протягом більшості вихідних». Мендлер представляла установу під час щорічного саміту благодійної організації Save the Children Advocacy Summit у Вашингтоні, округ Колумбія Керолін Майлз, президент організації Save the Children, публічно подякувала Мендлер за активну громадську діяльність: «Ми дуже раді, що Бріджіт приєдналася до нас. Її пристрасть до акції „Допомагати дітям“ справді стало можливим, коли вона зустрічалася з родинами та дітьми під час своїх візитів до віддалених громад у пустелях Каліфорнії та західних гірських районах Гватемали».

### Визнання та підтримка
У 2012 році Мендлер була включена до списку Billboard «21 Under 21: Music's Hotest Minors». 2013 року вона також фігурувала в списку тринадцяти. Також Бріджіт Мендлер була обрана однією з десяти найактивніших молодих артисток за версією Forbes Woman. У 2012 році некомерційна організація Common Sense Media вибрала Мендлер зразком для наслідування року, який вшановує «інноваційних розумах» зі світу розваг, державної політики та технологій і винагороджує, головним чином, учителів, науковців та філантропів. Її відзначили за активну благодійну діяльність у боротьбі з булінгом, покращенням життя сімей, надання надійного прикладу для наслідування та створення позитивного впливу на світ. Мендлер була другою наймолодшою артисткою, яка отримала нагороду, після Міранди Косгроув.
У 2012 році Мендлер підписала контракт з Target Corporation, щоб випустити ексклюзивну лінію одягу, натхненну її персонажем Тедді Дункан з фільму «Щасти, Чарлі!». Модна колекція D-Signed by Teddy Duncan включає в себе одяг, аксесуари, головні убори, шарфи та сувеніри для дівчаток від 4 до 18 років. У березні 2013 року також випустили весняну лінію одягу.. Під час просування свого дебютного синглу «Ready or Not» Мендлер підписала контракт з мобільним застосунком The Hunt. Вона випустила ексклюзивний відеокліп. У неї також була своя версія в іграх FanFUN FANfinity. Під час реклами свого дебютного альбому Hello My Name Is… Мендлер запропонувала ексклюзивну рекламу альбому через Target. У 2014 році вона підписала контракт з лінією дерматологічних засобів Clean & Clear і записала кілька рекламних роликів і провела ряд промокампаній для догляду за обличчям та тілом.

## Особисте життя

### Стосунки

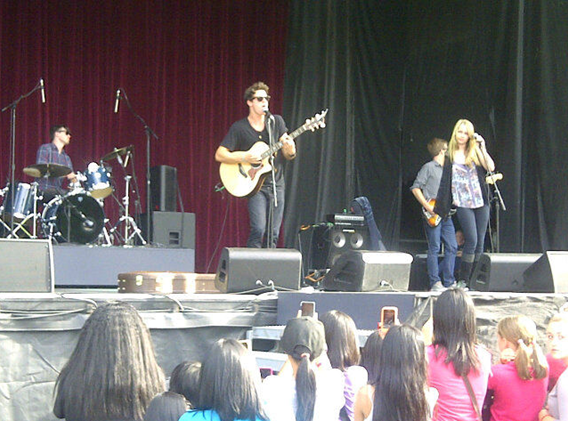
Мендлер виступає зі своїм тоГарпером у 2011 році

27 березня 2012 року Шейн Гарпер повідомив у інтерв'ю Officially the Hottest, що він зустрічається з Мендлер. Гарпер розповів інтерв'юеру, що вони познайомилися та потоваришували на початку фільму «Щасти, Чарлі!» і почали зустрічатися в травні 2011 року. В інтерв'ю Cambio у вересні 2012 року Мендлер заявила, що минуло два роки між її знайомством з Гарпером і тим, як вона почала зустрічатися з ним. Для Classicalite Мендлер розповіла про зустріч з Гарпером та сказала, що їм потрібен час, щоб щось почати, тому що їй потрібен час, щоб подумати. Вона сказала: «Ми знали одне одного деякий час, були друзями протягом тривалого часу. Я думаю, що всі дуже поважали це і хотіли переконатися, що це не буде дивним». У листопаді 2015 року Мендлер розповіла, що розірвала стосунки з Гарпером.
У жовтні 2019 року Мендлер оголосила в Instagram, що одружилася з Гріффіном Клеверлі.

### Освіта
Бріджіт Мендлер здобула освітній ступінь з антропології в Університеті Південної Каліфорнії (USC) у Лос-Анджелесі, Каліфорнія. Двоє учасників її гурту також навчалися в USC. В інтерв'ю Брайану Менсфілду з USA Today Мендлер розповіла: «Мій план зараз полягає в тому, щоб просто проводити одне заняття за раз і дивитися, як це піде. Я просто збираюся вивчати те, що буде цікавим і здійсненним в дорозі, а зараз просто подбай про мої загальноосвітні курси. Я хочу знати щось поза тим, що я роблю». У 2013 році вона обрала антропологію і вивчала середньовічну візуальну культуру та медичну антропологію. Для University Star Мендлер повідомила, що USC важливий: «Я думаю, бачачи студентське життя і те, яким воно було б, ти справді замислюєшся, яким би це був спосіб життя, але я справді вдячна за те, що маю, і я думаю, що це круто, оскільки моя кар'єра не така шаблонна, я можу вирішувати, коли я хочу взяти відпустку, щоб зробити певні речі». Її мати на той час здобувала докторський ступінь з державної політики в USC. У 2016 році Бріджіт отримала диплом антрополога.
У травні 2017 року Мендлер оголосили одним із стипендіатів MIT Media Lab 2017. У травні 2018 року вона оголосила в Twitter, що розпочала перебування в аспірантурі Массачусетського технологічного інституту (MIT), зосередившись на вдосконаленні власних знань із соціальних медіа: «Як артистка роками я боролася з соціальними медіа, тому що відчувала, що вони є людянішим способом спілкування з фанатами». У січні 2019 року Мендлер повідомила, що її зарахували на курс Гарвардської школи права. У 2020 році вона здобула освітній ступінь магістра в Массачусетському технологічному інституті та почала працювати над докторською дисертацією в групі Центру конструктивних комунікацій і соціальних машин Массачусетського технологічного інституту. Станом на 2022 рік вона одночасно навчалася в Гарвардській школі права та Массачусетському технологічному інституті.

## Творчість

### Вплив
Мендлер назвала Боба Ділана найбільшим музичним впливом на неї. Еду Кондрану з Hartford Courant вона розповіла: «Ти дивишся на те, що зробили Боб Ділан і подібні йому артисти, і просто не можеш не бути враженим. Я просто рада, що маю можливість почати з цього, і я просто хочу розвинути це якомога далі». В інтерв'ю Disney Channel Netherlands Бріджіт Мендлер розповіла, що її улюбленою піснею була «Don't Think Twice, It's All Right» з альбому Ділана The Freewheelin' Bob Dylan 1963 року. Тейлору Трудону з Huffington Post вона сказала: "Він був першим музикантом, з яким я познайомилася, коли я звернула увагу на написання пісень. Він має манеру писати пісні, які дійсно грайливі з текстами, але в той же час він говорить те, що люди якраз відчувають… Також Трудону Мендлер цитувала Етту Джеймс, Елвіса Преслі, Бі Бі Кінга, Лілі Аллен, Еллу Фіцджеральд та Біллі Голідей із захватом розповідаючи про цих виконавців: «Мені подобається, що в їхніх піснях є душа. Я думаю, що це щось важливе». На її музику також вплинула творчість Елвіса Костелло, The Delfonics, Red Hot Chili Peppers та Ван Моррісона. Під час інтерв'ю Yahoo! у 2012 році Мендлер також прокоментувала, що її першим враженням став дівчачий R&B-гурт Salt-N-Pepa, коли вона заспівала імпровізоване акапельне виконання пісні «Shoop».
 
Вона сказала, що хіп-хоп гурт Fugees мав великий вплив на її музичне навчання, а також на запис дебютного альбому та пісні «Ready or Not». "Один із авторів сказав: «Погляньте на цю пісню Fugees, „Ready or Not“. Ми всі слухали її і думали, що було б весело зробити якусь інтерполяцію цієї пісні, що ми й зробили. Я думаю, що вона сама по собі є окремою піснею, але вона все ще має ту незабутню якість пісні Fugees. Я думаю, ми всі дуже пишалися нею і сподівалися, що вона досягне успіху». Для її дебютного альбому Hello My Name Is…, Мендлер надихнули інді-поп-співаки Інгрід Майкельсон та Фейст. Серед поп-музикантів вона назвала Maroon 5, No Doubt, Destiny's Child, Джастіна Тімберлейка, Бейонсе та Бруно Марса. Вона назвала Джеймі Фокса чудовим прикладом того, як варто зробити кар'єру актора та музики.
Мендлер сказала, що її творчість перебуває під впливом британського нео-соулу, назвавши виступи Еллі Ґолдінг, Флоренс і машина, Маріну Діамандіс та Ліанну Ла Хавас найбільшим впливом серед представників британської музики. Вона згадувала Наташу Бедінгфілд, Broken Bells, Марка Ронсона та Емі Вайнгауз. У 2013 році Мендлер виявила велике захоплення музичним стилем британської співачки Адель. В інтерв'ю Disney Channel UK вона сказала, що «захоплююсь кар'єрою Адель, тому що в неї є власний музичний стиль. Вона робить усе по-своєму і пише про те, чим вона захоплена. У неї це справді добре виходить». На неї також вплинули канадські музиканти Фейст, Теган і Сара. Гартфорду Куранту вона прокоментувала: «Я була прихильницею Теган і Сари деякий час. Вони просто роблять те, що хочуть робити. Вони не стежать за тенденціями». Вона зробила кавер на пісню дуету «I Was a Fool» та випустила з повідомленням: «Я почула цю пісню Теган і Сари пару тижнів тому і не могла перестати її співати, тому мені просто довелося зробити свою власну версію». У 2014 році вона згадала в інтерв'ю CKQK-FM канадських артистів Неллі Фуртаду, Джоні Мітчелл та європейські гурти Coldplay та Little Dragon завдяки їх впливу на створення її другого альбому.
В акторській кар'єрі на Мендлер мали значний вплив актори Джеймі Фокс, Наталі Портман та Рейчел МакАдамс. Про МакАдамс вона сказала, що «вона грає різні ролі, у неї багато харизми, і вона не намагається жити своїм життям на публіці». Вона також захоплюється самовідданістю Крістіана Бейла: «Я не могла б прожити своє життя так само віддано ремеслу, як він, з трансформаціями тіла тощо, він доходить до таких крайнощів, але він дуже гідний захоплення». Мендлер також згадала Ліндсі Лохан як велику актрису.

### Лірична тематика та пісенна творчість
Бріджіт Мендлер порівнює свої пісні з Джессі Джей, Кеті Перрі, Наталією Кіллс та Тейлор Свіфт. Мендлер сказала, що процес написання не важкий, тому що має значний досвід. А її дебютному синглі «Ready or Not» говориться про впевненість у собі та спілкування з хлопцями. Для Попа Дірт Мендлер сказала: «Я вважаю себе тією дівчиною, що сидить на узбіччі й чекає на світ, тож я вважаю, що це чудове повідомлення, щоб представити просто те, що ти хочеш контролювати». В її дебютному альбомі представлені стосунки («Rocks at My Window», «Top of the World», «Love Will Tell Us Where to Go», «The Fall Song» і «Hold On for Dear Love»), розставання («5:15»), відчуженість і романтичний хаос («Hurricane» and «Forgot to Laugh»), впевненість у собі («Ready or Not»), самооцінка («Вогні великого міста»), дружба («We're Dancing») та блондинки («Blonde»).
Гартфорду Куранту вона прокоментувала, що писати — це примус. «Це також те, що мені дуже подобається. Мені подобається творити. Це частина роботи музиканта. Я люблю писати пісні». Мендлер також сказала, що вона не ставить за мету створювати комерційні пісні, а прагне писати пісні, що не підвладні часу. «Я хочу створювати музику, яка витримує випробування часом. Дивишся на те, що зробили Боб Ділан і подібні йому артисти, і просто не можеш не бути враженим. Я просто рада, що маю можливість почати з цього і я просто хочу робити це якомога більше. Мені хотілося різноманітності та просто зробити речі справді цікавими. Це не те, що виходить із машини. Це вийшло з мене. Це не про продукт. Я хочу рости як артистка. Я пам'ятаю, як слухала певних виконавців і пісні, які справді сильно вплинули на мене».

### Музичний та голосовий стиль
Вокальний діапазон Мендлер охоплює 3,4 октави. Вона має голос мецо-сопрано. Вільно грає на гітарі, та клавішних інструментах. Савіо Алвес з журналу Febre Teen Magazine сказав, що голос Мендлер був «сильним і солодким». Він називає голос Мендлер з «металевим відтінком», і це «рідкість для молодих співачок». Її голос порівнювали з виконавцями інді та блюзу. Її музика, як правило, поп та реггі ф'южн і має риси R&B, фанку та хіп-хоп соулу. В інтерв'ю вона сказала, що воліє уникати традиційної поп-музики та денс-попу, додаючи інші елементи. «Коли я пишу сама, у мене є схильність до фанку, ритм-енд-блюзу. Я справді люблю ду-воп і джазовий свінг-ритм. Ритм — це великий акцент у моїх власних творах».
Її голос і стиль порівнюють з Лілі Аллен, а також з Майлі Сайрус, яка також почала працювати на Disney Channel, але в інтерв'ю Christian Post Мендлер сказала: «Я не Майлі Сайрус. Можливо, є деякі подібності, але я сама по собі». У 2013 році під час інтерв'ю Huffington Post Мендлер порівняли з іншими молодими артистами. А на запитання, чи піде вона по стопах у поп-музиці, Мендлер відповіла: «Вони зробили так багато, і вони такі талановиті. Я думаю, що це складно, тому що вони, очевидно, були дуже успішними, але я думаю, що ви завжди хочете бути самим собою, а не когось копіювати».

## Фільмографія

### Фільми
| рік      | Назва                       | Роль            | Примітки                                          |
| -------- | --------------------------- | --------------- | ------------------------------------------------- |
| 2004 рік | Легенда про Будду           | Люсі            | Роль голосу                                       |
| 2007 рік | Аліса догори ногами         | Памела Джонс    |                                                   |
| 2008 рік | Кліка                       | Крістен Грегорі |                                                   |
| 2009 рік | Елвін і бурундуки: Свікквел | Бекка Кінгстон  |                                                   |
| 2009 рік | Пологові болі               | Емма Клейхілл   |                                                   |
| 2011 рік | Чихуахуа Беверлі Хіллз 2    | Апполін         | Роль голосу                                       |
| 2012 рік | Таємний світ Аріетті        | Арріетті        | Роль голосу (англійський дубляж)                  |
| 2014 рік | Найрозшукуваніші мапети     | Мінні           | Сцена розширеної версії                           |
| 2014 рік | Леннон чи Маккартні         | себе            | Документальний фільм                              |
| 2018 рік | Батько року                 | Мередіт         | спочатку під назвою Хто, на вашу думку, переможе? |

### Телебачення
| рік            | Назва                                 | Роль                 | Примітки                                                    |
| -------------- | ------------------------------------- | -------------------- | ----------------------------------------------------------- |
| 2006 рік       | Загальна лікарня                      | Дочка мрії Лулу      | Епізод від 11 вересня 2006 року                             |
| 2009 рік       | Йонас                                 | Пенні                | Епізод: «Неправильна пісня»                                 |
| 2009–2012 роки | Чарівники з Вейверлі Плейс            | Джульєтта ван Хойзен | Повторювана роль (2-4 сезони); 10 серій                     |
| 2010–2014 роки | Удачі, Чарлі                          | Тедді Дункан         | Головна роль                                                |
| 2011 рік       | Лимонадний рот                        | Олівія Вайт          | Оригінальний фільм Disney Channel                           |
| 2011 рік       | Ігри Disney Friends for Change        | Сама / Учасниця      | 5 епізодів, частина Yellow Team                             |
| 2011 рік       | Так Випадково!                        | себе                 | Епізод: «Бріджит Мендлер, Адам Хікс і Хейлі Кійоко»         |
| 2011 рік       | PrankStars                            | себе                 | Епізод: «Таємний агент»                                     |
| 2011 рік       | Екстремальний макіяж: домашнє видання | себе                 | Епізод: «Сімейка Вокерів»                                   |
| 2011 рік       | Удачі, Чарлі, сьогодні Різдво!        | Тедді Дункан         | Оригінальний фільм Disney Channel                           |
| 2012 рік       | Будинок                               | Каллі Роджерс        | Епізод: " Втікачі «                                         |
| 2012 рік       | Поглинання Остін Махоун               | себе                 | Епізод: „Jingle Ball with Sean Kingston & Enrique Iglesias“ |
| 2013 рік       | Віолетта                              | себе                 | Епізод: „Знаменитість, пісня“                               |
| 2013 рік       | День Ми                               | Хост                 | Телевізійний спеціальний випуск (7 випуск)                  |
| 2013 рік       | Джессі                                | Тедді Дункан         | Епізод: „Удачі, Джессі: Різдво в Нью-Йорку“                 |
| 2015–2016 роки | Недатований                           | Кендіс               | Головна роль (2-3 сезони)                                   |
| 2017 рік       | Нешвілл                               | Ешлі Віллерман       | Епізод: „Зберемо все знову разом“                           |
| 2019 рік       | Веселий щасливий                      | Еммі Квінн           | Головна роль                                                |

### Відеоігри
- Bone: The Great Cow Race (2006), як Thorn (озвучка)

## Дискографія
Студійні альбоми
- Hello My Name Is… (Привіт! Мене звати…) (2012)

Мініальбоми
- Live in London (2013)
- Nemesis (2016)

## Концертні тури
- Live in Concert (2012)
- Summer Tour (2013—2014)
- Nemesis Tour (2016—2017)

## Нагороди та номінації
| Рік  | Нагорода                                            | Категорія                                                       | Фільм              | Результат |
| ---- | --------------------------------------------------- | --------------------------------------------------------------- | ------------------ | --------- |
| 2010 | Teen Choice Awards                                  | Вибір телефільму: Прорив (акторка)                              | Щасти, Чарлі!      | Номінація |
| 2010 | Poptastic Awards                                    | Прорив — акторка                                                |                    | Перемога  |
| 2010 | J-14's Teen Icon Awards                             | Icon of Tomorrow                                                | Номінація          |           |
| 2011 | J-14's Teen Icon Awards                             | Iconic TV Actress                                               | Щасти, Чарлі!      | Перемога  |
| 2011 | JaNEWary Awards (Disney Channel)                    | Best iTunes Song                                                | Лимонадний голос   | Перемога  |
| 2012 | Nickelodeon Kids' Choice Awards                     | Favorite TV Actress»                                            | Щасти, Чарлі!      | Номінація |
| 2012 | Common Sense Media Awards                           | Role Model of the Year                                          |                    | Перемога  |
| 2012 | Young Artist Awards                                 | Best Performance in a TV Series — Recurring Young Actress 17-21 | Чаклуни з Вейверлі | Номінація |
| 2012 | PopCrush Awards                                     | Best Female Popstar                                             |                    | Номінація |
| 2012 | PopCrush Awards                                     | About to Pop                                                    | «Ready or Not»     | Перемога  |
| 2012 | Billboard's Hottest Music Stars Under 21            | Н/Д                                                             |                    | 16th      |
| 2012 | Vevo's 25 Under 25 — 2012's Must-Hear Young Artists | Н/Д                                                             |                    | 7th       |